# Esporte Clube Democrata
Pour les articles homonymes, voir Democrata.
L'Esporte Clube Democrata est un club brésilien de football basé à Governador Valadares dans l'État du Minas Gerais. 

## Palmarès
- Coupe du Minas Gerais :
  - Vainqueur : 1981

- Championnat du Minas Gerais de deuxième division :
  - Champion : 2005

- Championnat du Minas Gerais de l'Intérieur :
  - Champion : 1991, 1992, 1993, 1994, 2007